# Büdös pereszke
A büdös pereszke (Tricholoma sulphureum) a pereszkefélék családjába tartozó, az északi féltekén elterjedt, kénsárga színű, gázszagú, mérgező gombafaj.

## Megjelenése
A büdös pereszke kalapja 3–6 cm átmérőjű; kezdetben félgömb alakú, majd domború, végül púposan laposodó formájú lesz. Széle szabálytalan, vékony, lehajló. Színe kénsárga vagy okkersárga, a középső púp intenzívebb színű. Felülete sima vagy finoman szemcsés. Húsa sárga színű, puha, vékony. Jellegzetes kellemetlen gázszaga van, rossz ízű.
Vastag lemezei ritkán állnak, olyan színűek mint a kalapja és foggal nőnek rá a tönkre. Spórái fehérek, ovális vagy mandula alakúak, sima vagy kissé szemcsés felületűek, 8,5-10,5 x 5,5-7 mikrométeresek. 
Tönkje 5–9 cm hosszú és 0,5–1 cm vastag. Színe sárga, karcsú, hengeres, az alján 90 fokban meggörbül. Hosszában barnás szálazottság látszhat. Gallérja, bocskora nincs.

### Hasonló fajok
Hasonló szaga van a vaskosabb, vöröses kalapú békapereszkének (Tricholoma bufonium). Külsőre a sárgászöld és az aranysárga pereszkével téveszthető össze, de azoknak lisztszaga van. 

## Elterjedése és termőhelye
Eurázsia (Európától Kínáig) és Észak-Amerika mérsékelt övi lombhullató és fenyőerdeiben honos, különösen bükkösökben és tölgyesekben. Inkább a sűrű erdőket kedveli. Júniustól októberig lehet találkozni vele. Gyakori gomba.
Mérgező és kellemetlen szaga, íze miatt ehetetlen. Fogyasztása gasztrointesztinális és neurológiai problémákat okozhat.

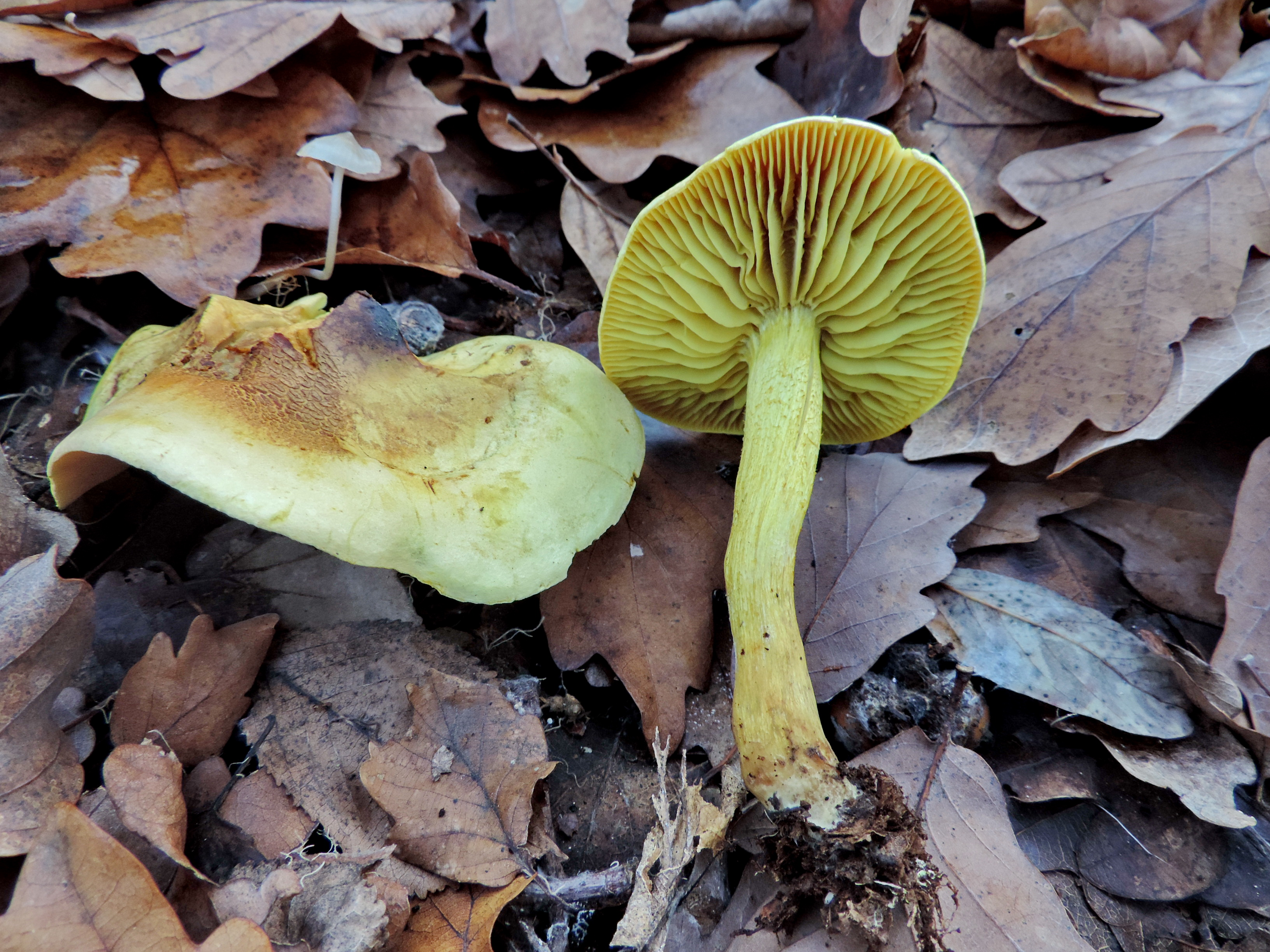
Büdös pereszkék
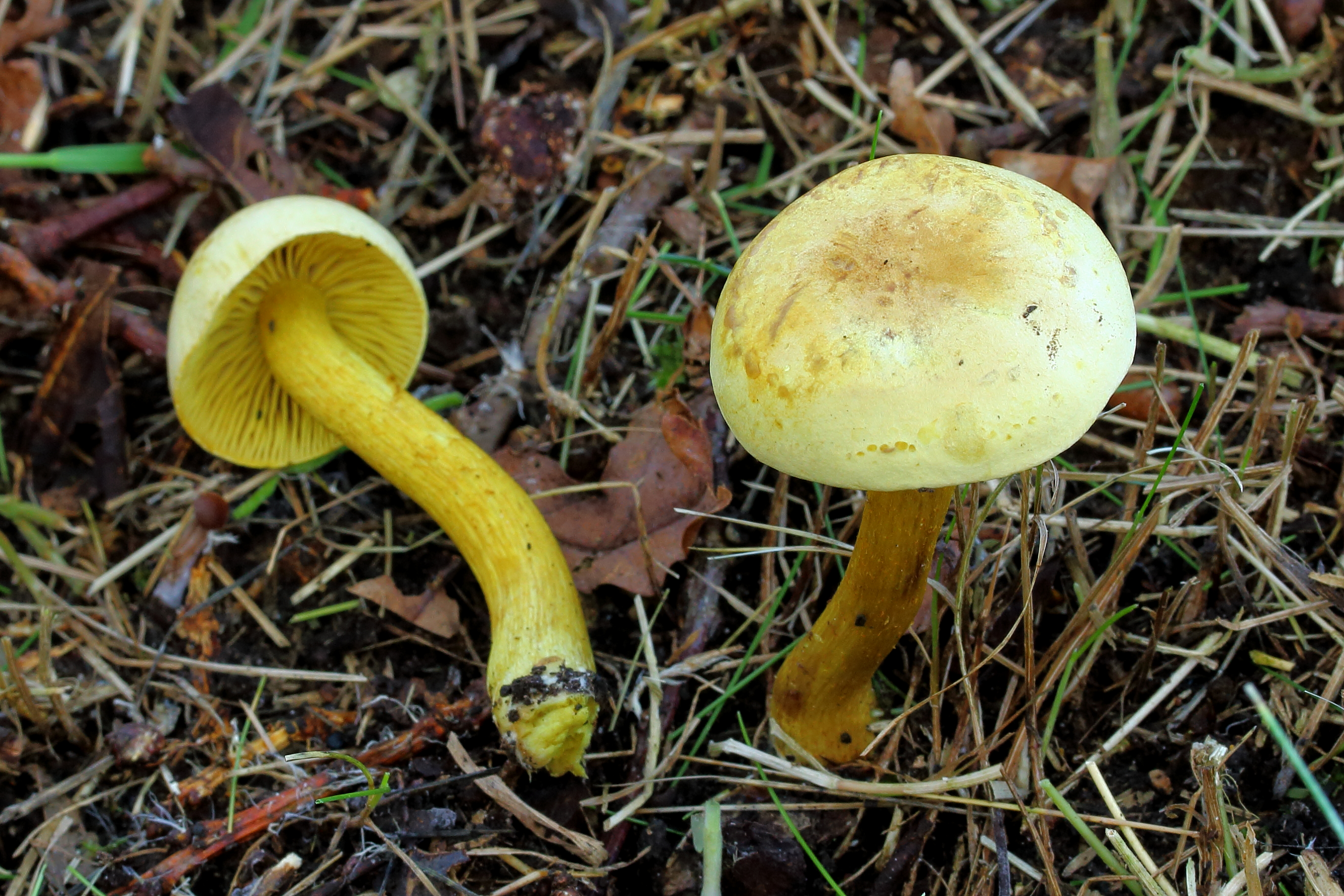
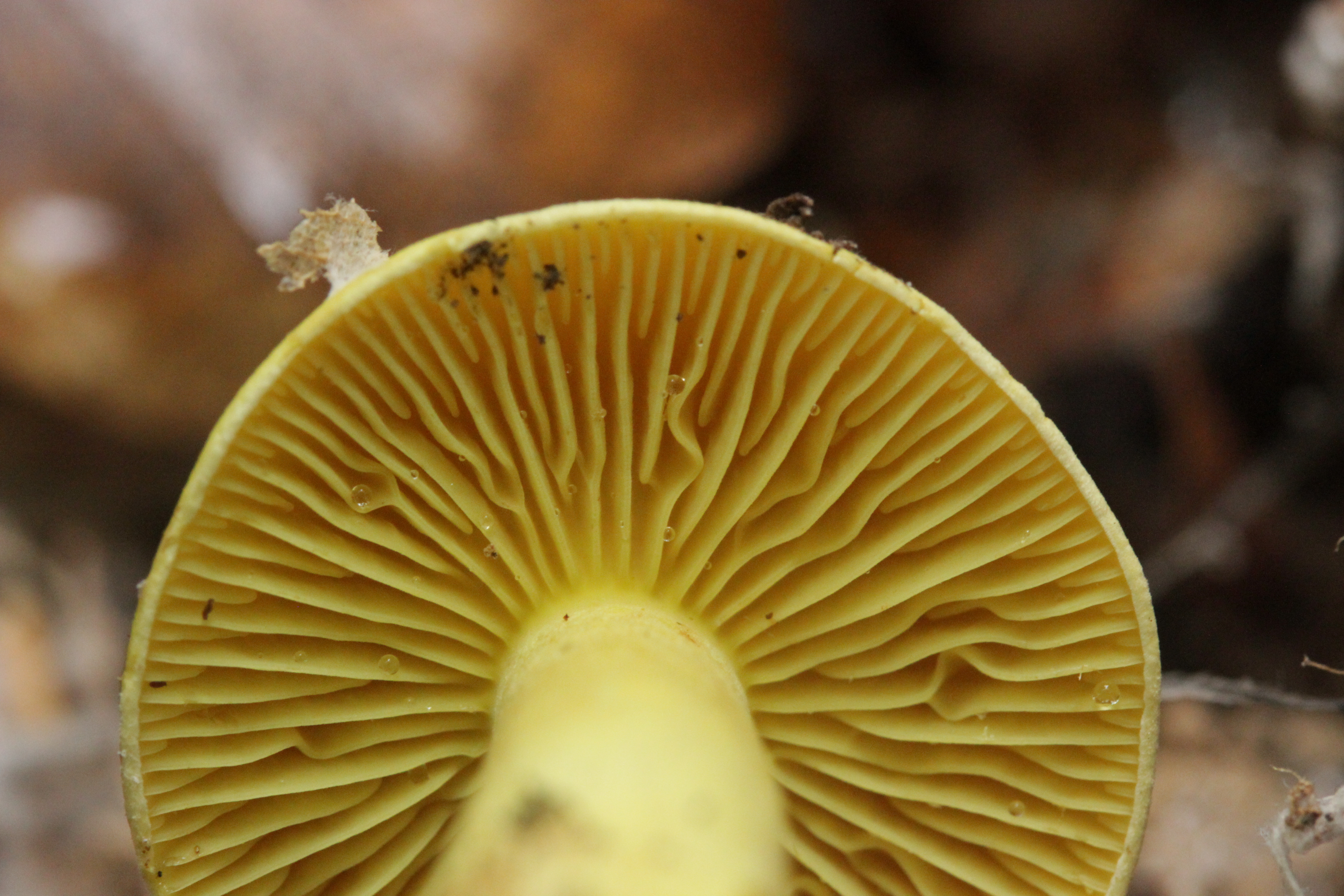
Lemezei
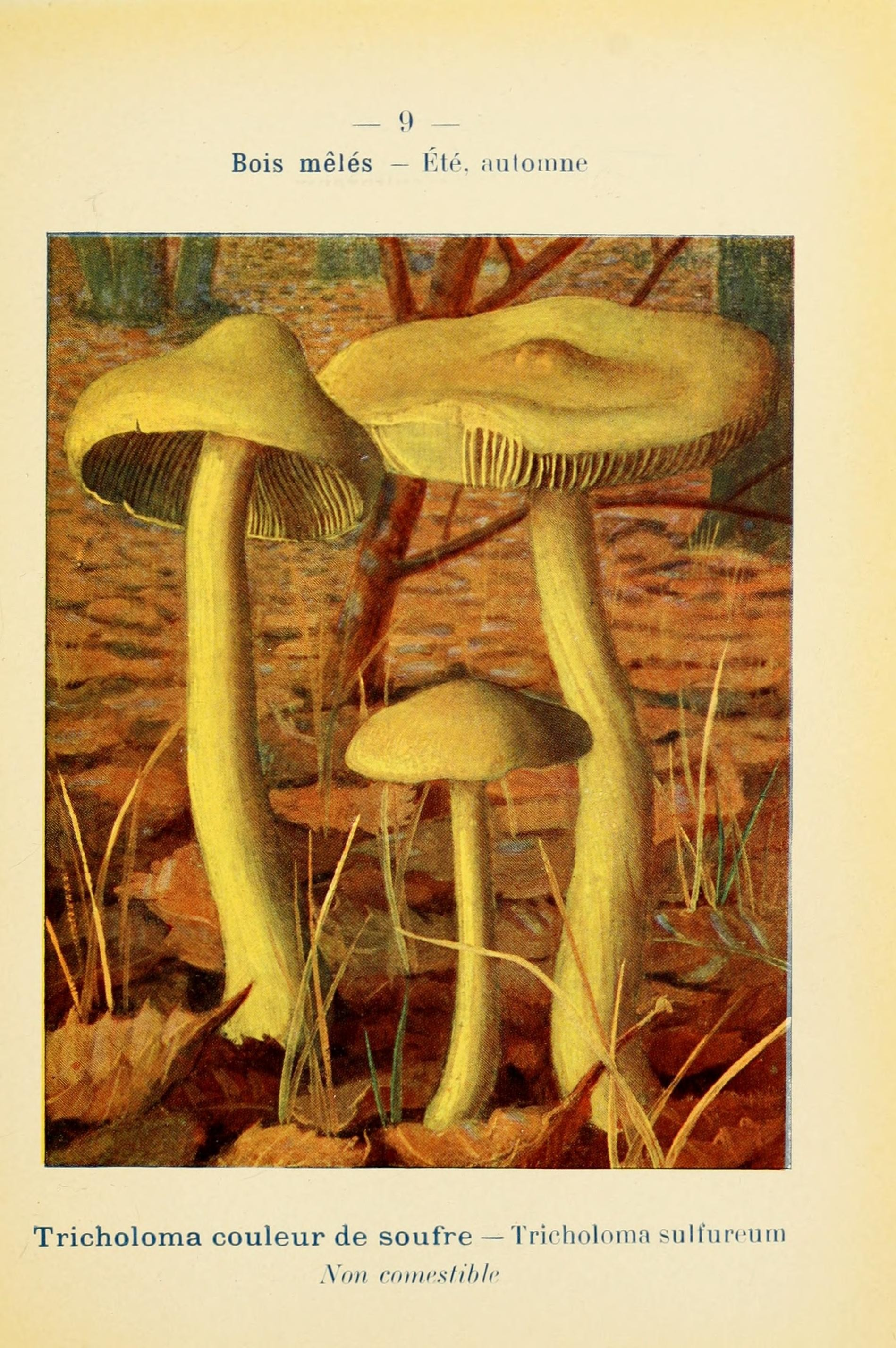
Ábrázolása 1912-ből